# Рич-Багуэлоу, Джей
Джей Ноа Рич-Багуэлоу (англ. Jay Noah Rich-Baghuelou; род. 22 октября 1999, Сидней) — австралийский футболист, защитник клуба «Аккрингтон Стэнли». Участник летних Олимпийских игр 2020 в Токио.

## Клубная карьера
Рич-Багуэлоу — воспитанник клубов «Голд Кост Сити» и английского «Фулхэм». В 2018 году Джей перешёл в «Далвич Хамлет», а спустя год перешёл в «Уэллинг Юнайтед», выступающих в Южной Национальной лиги. В 2020 году Рич-Багуэлоу перешёл в «Кристал Пэлас». Для получения игровой практики Джей начал выступать за молодёжную команду. 
14 января 2022 года присоединился к клубу «Аккрингтон Стэнли».

## Международная карьера
В 2021 году в составе олимпийской сборной Австралии Рич-Багуэлоу принял участие в летних Олимпийских играх 2020 в Токио. На турнире он сыграл в матче против команды Египта.